# FK Lokomotiv Liski
Le Lokomotiv Liski (en russe : «Локомотив» Лиски) est un club de football russe fondé en 1936 et basé à Liski.

## Histoire
Fondé en 1936, le club évolue dans les divisions amateurs durant l'intégralité de la période soviétique. Transféré dans les divisions amateurs russes en 1994, il découvre le monde professionnel en 1995 en accédant à la quatrième division. Directement promu en troisième division à l'issue de la saison, le Lokomotiv évolue à cet échelon jusqu'à sa relégation à l'issue de la saison 2002. Il y fait son retour en 2005, et s'y maintient jusqu'à son retrait à la veille de la saison 2016-2017 pour des raisons financières.
En 2021, le Lokomotiv remporte le championnat de Russie amateur, correspondant à la quatrième division nationale.

## Bilan sportif

### Classements en championnat
La frise ci-dessous résume les classements successifs du club en championnat.

### Bilan par saison
Légende
- Promotion en division supérieure
- Relégation en division inférieure

| Saison    | Championnat   | Championnat | Championnat | Championnat | Championnat | Championnat | Championnat | Championnat | Championnat | Championnat | Coupe de Russie     |
| Saison    | Division      | Pos         | Pts         | J           | V           | N           | D           | BP          | BC          | Diff        | Coupe de Russie     |
| --------- | ------------- | ----------- | ----------- | ----------- | ----------- | ----------- | ----------- | ----------- | ----------- | ----------- | ------------------- |
| 1994      | 5e Centre A   | 2e          | 44          | 18          | 11          | 4           | 3           | 26          | 6           | +20         | —                   |
| 1995      | 4e Zone 2     | 2e          | 63          | 30          | 19          | 6           | 5           | 62          | 32          | +30         | —                   |
| 1996      | 3e Centre     | 8e          | 57          | 38          | 17          | 6           | 15          | 53          | 57          | -4          | —                   |
| 1997      | 3e Centre     | 2e          | 76          | 38          | 23          | 7           | 8           | 64          | 31          | +33         | Quatrième tour      |
| 1998      | 3e Centre     | 5e          | 68          | 40          | 20          | 8           | 12          | 59          | 38          | +21         | Deuxième tour       |
| 1999      | 3e Centre     | 8e          | 56          | 36          | 16          | 8           | 12          | 54          | 40          | +14         | Deuxième tour       |
| 2000      | 3e Centre     | 11e         | 46          | 38          | 11          | 13          | 14          | 33          | 40          | -7          | Deuxième tour       |
| 2001      | 3e Centre     | 18e         | 35          | 38          | 9           | 8           | 21          | 35          | 53          | -18         | Deuxième tour       |
| 2002      | 3e Centre     | 20e         | 17          | 38          | 4           | 5           | 29          | 22          | 75          | -53         | Troisième tour      |
| 2003      | 4e Tchernozem | 2e          | 60          | 26          | 19          | 3           | 4           | 49          | 22          | +27         | Premier tour        |
| 2004      | 4e Tchernozem | 1er         | 65          | 24          | 21          | 2           | 1           | 67          | 12          | +55         | —                   |
| 2005      | 3e Centre     | 8e          | 48          | 34          | 14          | 6           | 14          | 42          | 46          | -4          | —                   |
| 2006      | 3e Centre     | 10e         | 43          | 34          | 12          | 7           | 15          | 45          | 54          | -9          | Troisième tour      |
| 2007      | 3e Centre     | 15e         | 26          | 30          | 7           | 5           | 18          | 30          | 56          | -26         | Troisième tour      |
| 2008      | 3e Centre     | 11e         | 42          | 34          | 12          | 6           | 16          | 44          | 45          | -1          | Quatrième tour      |
| 2009      | 3e Centre     | 6e          | 56          | 32          | 16          | 8           | 8           | 43          | 21          | +22         | Troisième tour      |
| 2010      | 3e Centre     | 9e          | 48          | 30          | 14          | 6           | 10          | 40          | 31          | +9          | Deuxième tour       |
| 2011-2012 | 3e Centre     | 5e          | 58          | 39          | 16          | 10          | 13          | 47          | 41          | +6          | Troisième tour      |
| 2011-2012 | 3e Centre     | 5e          | 58          | 39          | 16          | 10          | 13          | 47          | 41          | +6          | Troisième tour      |
| 2012-2013 | 3e Centre     | 10e         | 41          | 30          | 11          | 8           | 11          | 35          | 46          | -11         | Deuxième tour       |
| 2013-2014 | 3e Centre     | 14e         | 29          | 30          | 7           | 8           | 15          | 31          | 42          | -11         | Troisième tour      |
| 2014-2015 | 3e Centre     | 4e          | 53          | 30          | 15          | 8           | 7           | 34          | 22          | +12         | Troisième tour      |
| 2015-2016 | 3e Centre     | 6e          | 39          | 26          | 9           | 12          | 5           | 27          | 19          | +8          | Seizièmes de finale |
| 2017      | 4e Tchernozem | 8e          | 31          | 22          | 9           | 4           | 9           | 29          | 25          | +4          | —                   |
| 2018      | 4e Centre     | 3e          | 48          | 24          | 15          | 3           | 6           | 47          | 34          | +13         | —                   |
| 2019      | 4e Centre     | 4e          | 54          | 26          | 16          | 6           | 4           | 70          | 22          | +48         | —                   |
| 2020      | 4e Centre     | 1er         | 29          | 12          | 9           | 2           | 1           | 29          | 6           | +23         | —                   |
| 2021      | 4e Centre     | 1er         | 60          | 22          | 19          | 3           | 0           | 94          | 10          | +84         | —                   |
| 2022      | 4e Centre     | 2e          | 50          | 20          | 16          | 2           | 2           | 87          | 17          | +70         | —                   |